# Shinobi (serie)
Shinobi è una serie di videogiochi hack and slash e d'azione creata da Sega.
Il ninja Joe Musashi è il protagonista della maggior parte dei giochi della serie. Il personaggio è diventato, insieme ad Alex Kidd e Sonic the Hedgehog, uno dei personaggi più famosi di Sega, facendo anche da mascotte per un breve periodo alla fine degli anni 80, nel pieno boom dei ninja nei media.

## Trama[1]
In Shinobi (1987), la pacifica esistenza di Joe Musashi del clan ninja Oboro sulle montagne giapponesi viene interrotta quando il clan malvagio chiamato Zeed sale al potere e cerca di riportare il Giappone al periodo Sengoku della guerra civile, quando i ninja prosperavano.
Shadow Dancer (1989) presenta come protagonisti un giovane ninja senza nome e il suo cane, che hanno il compito di disinnescare varie bombe a orologeria piazzate in una metropoli, anch'essa senza nome, da un gruppo di terroristi. Nelle altre versioni del gioco, il protagonista viene identificato come Joe Musashi. Nel remake/libero adattamento del gioco originale, chiamato Shadow Dancer: The Secret of Shinobi (1990) l'identità del ninja cambia in base al paese in cui è distribuito il gioco: le versioni giapponesi identificano il protagonista come Hayate Musashi, figlio di Joe, e il suo compagno canino come Yamato, mentre la versione inglese lo identifica come Joe stesso, di ritorno dal suo ritiro come ninja dopo aver smesso di lottare.
Dopo tre anni dalla fine del primo gioco della serie, in The Revenge of Shinobi (1989), il clan Zeed (sconfitto da Musashi) si riforma con il nome di Neo Zeed e attacca direttamente il clan Oboro. Quando il maestro di Joe viene assassinato e la sua fidanzata Naoko viene rapita, il ninja giura vendetta. Nella serie di battaglie successive, ambientate in Giappone e in America, Joe quasi annienta l'intero clan nemico.
In The Cyber Shinobi (1990), ambientato nel ventunesimo secolo, il clan Zeed torna ancora una volta, con il nome Cyber Zeed, che vuole attaccare il mondo intero lanciando per il globo delle scorte di plutonio rubate. Il compito di sconfiggerli grava su un ninja chiamato Joe Musashi, omonimo del protagonista dei primi capitoli della serie nonché nipote dello stesso.
La serie di Shinobi ha un crossover con Alex Kidd in Alex Kidd in Shinobi World (1990). In questo gioco, un essere malvagio conosciuto come Hanzo il Ninja Oscuro scappa dopo 10000 anni di prigionia e rapisce la nuova fidanzata di Alex Kidd, proveniente dal Pianeta Shinobi. Senza il potere necessario per poter fermare il nemico, Alex si dispera, finché non viene trovato dal fantasma dell'antico guerriero che aveva originariamente sconfitto il malvagio. Lo spirito spiega che l'intenzione del Ninja Oscuro è quella di sacrificare la ragazza per conquistare il mondo. Lo spirito dell'antico guerriero si fonde così con il corpo di Alex Kidd, dando a quest'ultimo la forza, le abilità e il coraggio necessari per vincere.
The G.G. Shinobi (1991) è un tentativo di cavalcare l'onda di popolarità del media franchise giapponese Super sentai. Il ninja rosso Joe Musashi, primo protagonista della serie, parte in una missione per salvare quattro compagni rapiti da un nemico. Andando avanti nel gioco, il giocatore potrà controllare i vari ninja (rosso, rosa, blu, giallo e verde), ognuno con abilità e caratteristiche esclusive, e con le forze combinate dei cinque ninja sarà possibile scacciare i nemici dalla loro base situata a Neo City.
The G.G. Shinobi II: The Silent Fury (1992) è un seguito diretto del gioco precedente, da cui riprende anche la modalità di gioco. I Techno-Warriors hanno assoldato il temibile Black Ninja per aiutarli a conquistare Neo City. I ninja rosa, blu, giallo e verde sono stati rapiti, e con loro è stato preso il rispettivo Cristallo Elementale di cui sono guardiani: sarà il compito del ninja rosso Joe Musashi salvarli e sconfiggere il Black Ninja nel suo castello.
L'organizzazione Neo Zeed ritorna in Shinobi III: Return of the Ninja Master (1993), guidata dal misterioso Shadow Master: sarà di nuovo Joe Musashi, ancora una volta di ritorno dal suo ritiro, a dover fermare il malvagio clan ninja.
Shinobi X (1995) si slega dalle vicende del clan Oboro e narra la storia di un maestro di ninjutsu che, dopo una lunga e logorante guerra civile sceglie tre bambini per portare avanti la tradizione dei ninja nella prossima generazione: i due fratelli Kazuma e Sho, e la sua stessa figlia Aya. Dopo quindici anni, Kazuma, il più grande dei tre, comincia a ripudiare tutte le tecniche del ninjutsu, eccetto la tecnica della forza: ossessionato dal suo potere, il giovane chiede al maestro di insegnargli la tecnica definitiva, ma il maestro rifiuta e Kazuma giura di tornare, prima o poi, per vendicarsi. Nel mentre, Sho e Aya continuano gli studi e perfezionano le tecniche. Kazuma ritorna con un esercito e le risorse necessarie per la costruzione di una fortezza. Nonostante il vecchio maestro sia morto, le sue pupille contengono ancora il segreto della tecnica definitiva. Kazuma escogita una trappola per indurre Sho a introdursi nel suo nascondiglio, rapendo Aya e usandola come esca. Nonostante ciò, alla fine della storia Kazuma si sacrifica per salvare i due da un'esplosione.
In Shinobi (2002) si torna a parlare del clan Oboro. Hotsuma, un membro del clan, è il protagonista del gioco. Shinobi inizia con l'assassino di Moritsune da parte del suo fratello minore, appunto Hotsuma, in un rituale Oboro durante un plenilunio. La trama del gioco gira intorno alla missione di Hotsuma di sconfiggere un potente stregone chiamato Hiruko e mettere così fine all'anarchia che regna su Tokyo. Anche Joe Musashi è incluso nel gioco come personaggio segreto, così come Moritsune (che appare anche durante la trama del gioco, come nemico con il nome di Aomizuchi).
Nightshade (2003) è un seguito di Shinobi, e presenta come protagonista una ninja di sesso femminile chiamata Hibana (per questo in giapponese il gioco presenta il titolo di Kunoichi, appunto una ninja femmina). Anche in questo gioco, Joe Musashi appare come personaggio segreto, sbloccabile tramite il completamento di 88 missioni.
Shinobi (2011) presenta invece Jiro Musashi, padre di Joe, come protagonista. Il gioco inizia nel 1256, in Giappone durante l'Era Kencho. Jiro ha il compito di difendere il villaggio dal clan ninja nemico chiamato Zeed, ma dopo la battaglia viene misteriosamente catapultato 800 anni nel futuro, periodo in cui il clan Zeed regna con il pugno di ferro. Aiutato da Sarah, leader della resistenza locale, Jiro continua a lottare contro gli Zeed, scoprendo man mano una cospirazione ben più grande: un antico alieno, chiamato Orn, ha istigato gli eventi del periodo Kamakura, incluso il tradimento del maestro di Jiro, nella speranza di creare l'esercito di ninja più potente dello spazio. Dopo la sconfitta di Orn, la sua navicella spaziale esplode, e Jiro, che si trovava al suo interno, viene visto mentre rientra nell'atmosfera, protetto da un incantesimo ninjutsu. Gli eventi narrati in precedenza nella serie vengono alterati, e Joe Musashi quindi non esiste nel ventesimo secolo in questa timeline.

## Modalità di gioco
Le armi principali degli shinobi sono gli shuriken (o i coltelli da lancio), ma nel corso della serie l'enfasi si è gradualmente spostata sul ninjatō. Una delle mosse più importanti nei giochi è la capriola, eseguita toccando il pulsante per il salto una seconda volta dopo un salto. La capriola viene utilizzata per saltare e arrivare in posti in alto, eseguire salti acrobatici e utilizzare l'attacco shuriken riccio per spazzare via più avversari contemporaneamente. La corsa invece non è stata introdotta fino a Shinobi III: Return of the Ninja Master.
Un'altra colonna portante della serie sono i quattro attacchi magici ninjitsu che gli shinobi possono usare per uccidere i nemici, o per migliorare le proprie abilità. Le quattro tecniche di ninjitsu sono: Ikazuchi, Fushin, Kariu e Mijin. Un'altra caratteristica dei primi giochi della serie è l'intelligenza artificiale dei nemici, che potevano nascondersi dietro le scatole per ricaricare le armi dopo aver sparato al giocatore o nascondersi dietro scatole o scudi per bloccare gli shuriken lanciati dal giocatore.
Ogni livello è solitamente diviso in due o tre "scene" e la scena finale è sempre una battaglia contro un potente boss. Le ambientazioni della serie includono foreste di bambù, dojo, banchine nello stile di Hong Kong e complessi industriali pieni di mostruosità biologiche.

## Videogiochi
Shinobi (1987)
Shinobi, il primo gioco della serie, è stato pubblicato nel 1987 come videogioco arcade. Sega ha poi fatto uscire una conversione per Sega Master System, seguita da ulteriori port per PC IBM, Amiga, Atari ST, Commodore 64, Amstrad CPC, ZX Spectrum, MSX. Uscì anche una versione per PC Engine, distribuita da Asmik Ace Entertainment in Giappone, e una versione non autorizzata per Nintendo Entertainment System, distribuita da Tengen in America del Nord.
Il protagonista del gioco è il ninja Joe Musashi del clan Oboro, che deve sconfiggere i ninja del malvagio clan Zeed, che vuole riportare il Giappone all'era Sengoku.
Shinobi ha introdotto varie novità al genere platform tradizionale, come ad esempio un'intelligenza artificiale sofisticata per i nemici.
Shadow Dancer (1989)
Shadow Dancer è il primo seguito di Shinobi, uscito come videogioco arcade nel 1989.
La trama del gioco segue le vicende di un ninja senza nome e del suo cane. I due devono riuscire a disinnescare diverse bombe disparse per la città e sconfiggere l'organizzazione terroristica che le ha piazzate.
The Revenge of Shinobi (1989)
The Revenge of Shinobi, chiamato The Super Shinobi in Giappone, è il terzo capitolo della serie, uscito nel 1989 per Sega Mega Drive.
È stato per molto tempo uno dei giochi più popolari per la console, ed è tuttora considerato da molti giocatori uno dei migliori capitoli della saga.
La sua colonna sonora è stata scritta dall'acclamato compositore giapponese Yuzo Koshiro.
The Cyber Shinobi (1990)
The Cyber Shinobi è un titolo uscito esclusivamente per Sega Master System.
Il protagonista del gioco si chiama Joe Musashi, ma non si tratta dello stesso protagonista dei primi giochi della serie, bensì di suo nipote.
The Cyber Shinobi è conosciuto per essere uno dei giochi della serie accolti più negativamente.
Alex Kidd in Shinobi World (1990)
Alex Kidd in Shinobi World, uscito nel 1990 esclusivamente per Sega Master System, è un crossover con Alex Kidd.
Sostanzialmente il titolo è una parodia della serie, e parla di Alex Kidd che, grazie all'aiuto dello spirito di un antico guerriero fuso con il suo corpo, dovrà fermare Hanzo il Ninja Oscuro, un essere malvagio colpevole di aver rapito la sua nuova fidanzata, nativa del Pianeta Shinobi.
Shadow Dancer: The Secret of Shinobi (1990)
Shadow Dancer: The Secret of Shinobi (1990) è un adattamento per Sega Mega Drive dell'originale Shadow Dancer, ma si distacca quasi completamente da quest'ultimo.
Al protagonista senza nome del gioco originale vengono attribuite diverse identità in base alla regione in cui il gioco viene distribuito: in Giappone, il protagonista è identificato come Hayate Musashi, figlio di Joe Musashi, mentre i manuali di gioco inglesi lo identificano come Joe stesso.
Anche se il gameplay di base rimane sostanzialmente lo stesso del videogioco arcade, quasi tutto il contenuto del gioco ha subito pesanti variazioni, dai livelli al design dei personaggi.
The G.G. Shinobi (1991)
The G.G. Shinobi è il gioco di debutto della serie su Game Gear.
Il suo gameplay è molto simile a quello di The Revenge of Shinobi. È un tentativo di cavalcare l'onda di popolarità del media franchise giapponese Super sentai: la trama del gioco ruota infatti intorno a un team di cinque ninja caratterizzati da un diverso colore ognuno (rosso, rosa, blu, giallo e verde), che deve fermare una potente organizzazione criminale. All'inizio, il giocatore può controllare solo il ninja rosso (Joe Musashi), per poi sbloccare il resto della squadra con l'avanzare del gioco.
La colonna sonora è stata ancora una volta composta da Yuzo Koshiro.
The G.G. Shinobi II: The Silent Fury (1992)
The G.G. Shinobi II: The Silent Fury è un seguito diretto di The G.G. Shinobi.
Uscito esclusivamente per Game Gear nel 1992, include le stesse meccaniche di gioco del suo predecessore.
La colonna sonora del gioco è firmata da Yuzo Koshiro e Motohiro Kawashima.
Shinobi III: Return of the Ninja Master (1993)
Conosciuto come The Super Shinobi II in Giappone, è considerato come il punto più alto della serie.
Ha introdotto uno stile di gioco più liscio e veloce, mantenendo comunque intatte le caratteristiche principali della serie.
Shinobi X (1995)
Shinobi X è stato l'ultimo videogioco della serie a uscire per Sega Saturn.
La trama del gioco è una rottura con la storia tradizionale dei giochi precedenti: nel gioco infatti non è presente in alcun modo Joe Musashi, e il protagonista è invece un nuovo personaggio, chiamato Sho.
Shinobi X fa uso di scene d'intermezzo girate in live action tra un round e l'altro, e attori veri digitalizzati durante il gioco.
Shinobi (2002)
La serie ha debuttato nei videogiochi con grafica in 3D con il gioco Shinobi (il terzo della serie a chiamarsi semplicemente così), uscito nel 2002 esclusivamente per PlayStation 2.
Il gioco introduce un nuovo membro del clan Oboro, chiamato Hotsuma. Il gameplay di Shinobi è basato su un sistema di combo chiamato tate-system, che permette uno stile di gioco davvero veloce e liscio. Nonostante ciò, il gioco, ancora più dei suoi predecessori, è conosciuto per la sua estrema difficoltà: ad ogni morte di Hotsuma, il giocatore dovrà riprendere il livello dall'inizio. Anche se questo reboot del franchise è stato accolto generalmente bene sia dalla critica che dai fan, alcune delle critiche più grandi rivolte al gioco riguardavano la grafica mediocre, il gameplay ripetitivo e, come detto in precedenza, l'aspra difficoltà. Joe Musashi può essere sbloccato come personaggio giocabile dopo aver finito il gioco.
Nightshade (2003)
Nightshade (2003) è seguito diretto del videogioco uscito nell'anno precedente.
È il primo gioco della serie ad avere una donna come protagonista, per questo il gioco è conosciuto con il nome di Kunoichi in Giappone: il termine kunoichi indica infatti l'equivalente femminile dello shinobi.
Shinobi (2011)
Shinobi è il dodicesimo titolo della serie (escludendo Alex Kidd in Shinobi World), ed è stato sviluppato da Griptonite Games e pubblicato da Sega esclusivamente per Nintendo 3DS nel 2011.
Il gioco segna il ritorno alla natura a scorrimento laterale dei primi giochi della serie. Il protagonista è Jiro Musashi, padre di Joe, costretto a combattere il clan Zeed sia nel presente che nel futuro.
Shinobi: Art of Vengeance (2025)
Nuovo platform 2D con grafica a disegno artistico (hand-draw), il protagonista è Joe Musashi, Sviluppato da Sega e Lizarcube.
Data di pubblicazione è pianificata per il 29 agosto 2025.

## Altri media

### Fumetti
Il successo della serie ha portato alla realizzazione di varie serie a fumetti basate sull'universo di Shinobi.
Sonic the Comic (1993-2003)
Il primo adattamento a fumetti della serie è stato su Sonic the Comic, fumetto principalmente dedicato al personaggio di Sonic the Hedgehog e in generale alla serie di Sonic, contenente però anche adattamenti di altri videogiochi targati Sega. Vennero pubblicate 5 storie su Shinobi (The Dark Circle, The Fear Pavilion, The Art of War, Way of the Warrior e Power of the Elements), che vedevano Joe Musashi alla ricerca dell'amore della sua vita, Naoko, rapita dal clan Neo Zeed, tranne l'ultima storia, che vedeva il ninja combattere contro i suoi nemici, The Four Elements.
La pagoda della paura (The Fear Pavilion) uscì anche in italiano sulla rivista Sonic – Videogame & Fumetti.
Shinobi: The Rise of Hotsuma (2002)
Shinobi: The Rise of Hotsuma è un fumetto one-shot edito dalla Dark Horse Comics nel 2002. È un prequel diretto di Shinobi, videogioco dello stesso anno, e tratta la storia di Hotsuma e della sua battaglia contro il fratello Moritsune per il controllo di una spada maledetta e per il ruolo di leader in un clan ninja.
Shinobi 3DS Prequel Comic (2011)
Shinobi 3DS Prequel Comic è un prequel diretto di Shinobi, videogioco del 2011. Tratta la storia di Jiro Musashi, è lungo 8 pagine ed è stato distribuito tramite la pagina Facebook di Sega.

### Film live action
Nel 2014, Sega e Hakuhodo DY hanno aperto l'azienda di produzione Stories International, appunto per produrre progetti cinematografici e televisivi basati sui giochi della serie di Shinobi.
Nell'aprile del 2016, Marc Platt è stato incaricato di produrre un film live action basato sulla serie tramite la sua casa di produzione Marc Platt Productions insieme a Adam Siegel e al presidente e amministratore delegato di Stories International, Tomoya Suzuki.

## Accoglienza
La serie è stata accolta positivamente per via del suo comparto tecnico, dell'alta qualità grafica, della modalità di gioco e della musica. Complessivamente, il franchise ha venduto più di 4,60 milioni di copie in tutto il mondo.